# Kári Kristján Kristjánsson
Kári Kristján Kristjánsson (* 28. Oktober 1984 in Vestmannaeyjar) ist ein isländischer Handballspieler.
Der 1,98 m große Kreisläufer spielt beim isländischen Erstligisten ÍBV Vestmannaeyjar sowie für die isländische Handballnationalmannschaft.

## Karriere
Kári Kristján spielte in seiner Jugend bei den isländischen Vereinen Þór Vestmannaeyjum und ÍBV Vestmannaeyjar, bevor er vom Erstligisten Haukar Hafnarfjörður entdeckt wurde. Hier konnte er in den europäischen Clubwettbewerben internationale Erfahrungen sammeln. So spielte er in den Saisons 2005/06 und 2008/09 in der EHF Champions League, in der Saison 2006/07 im EHF-Pokal und 2008/09 im EHF Cup Winners Cup. Zur Saison 2009/10 wurde er von Amicitia Zürich verpflichtet und ebenfalls in der EHF Champions League eingesetzt. Mit Amicitia erreichte Kári Kristján in dieser Spielzeit die Schweizer Vizemeisterschaft. Zur Saison 2010/11 holte die HSG Wetzlar den Kreisläufer in die Handball-Bundesliga. Am 4. April 2013 wurde sein Vertrag fristlos von der HSG Wetzlar gekündigt, nachdem er trotz Krankschreibung und ohne Zustimmung des Vereins für die isländische Nationalmannschaft auflief. In der Spielzeit 2013/14 lief er für den dänischen Erstligisten Bjerringbro-Silkeborg auf. Anschließend schloss er sich Valur Reykjavík an. Seit dem Sommer 2015 läuft er für ÍBV auf. Mit ÍBV gewann er 2018 die isländische Meisterschaft sowie den isländischen Pokal.
Bei der Handball-Weltmeisterschaft 2011 in Schweden spielte Kári Kristján sein erstes großes internationales Turnier als Nationalspieler und erreichte mit Island den sechsten Platz. Bei der Handball-Europameisterschaft 2012 in Serbien erreichte er mit Island den zehnten Platz. Im Sommer 2012 nahm er an den Olympischen Spielen in London teil.

## Bundesligabilanz
| Saison    | Verein      | Spielklasse | Spiele | Tore | 7-Meter | Feldtore |
| --------- | ----------- | ----------- | ------ | ---- | ------- | -------- |
| 2010/11   | HSG Wetzlar | Bundesliga  | 32     | 90   | 2       | 88       |
| 2011/12   | HSG Wetzlar | Bundesliga  | 32     | 103  | 6       | 97       |
| 2012/13   | HSG Wetzlar | Bundesliga  | 22     | 39   | 0       | 39       |
| 2010–2013 | gesamt      | Bundesliga  | 86     | 232  | 8       | 224      |